# GPS drawing

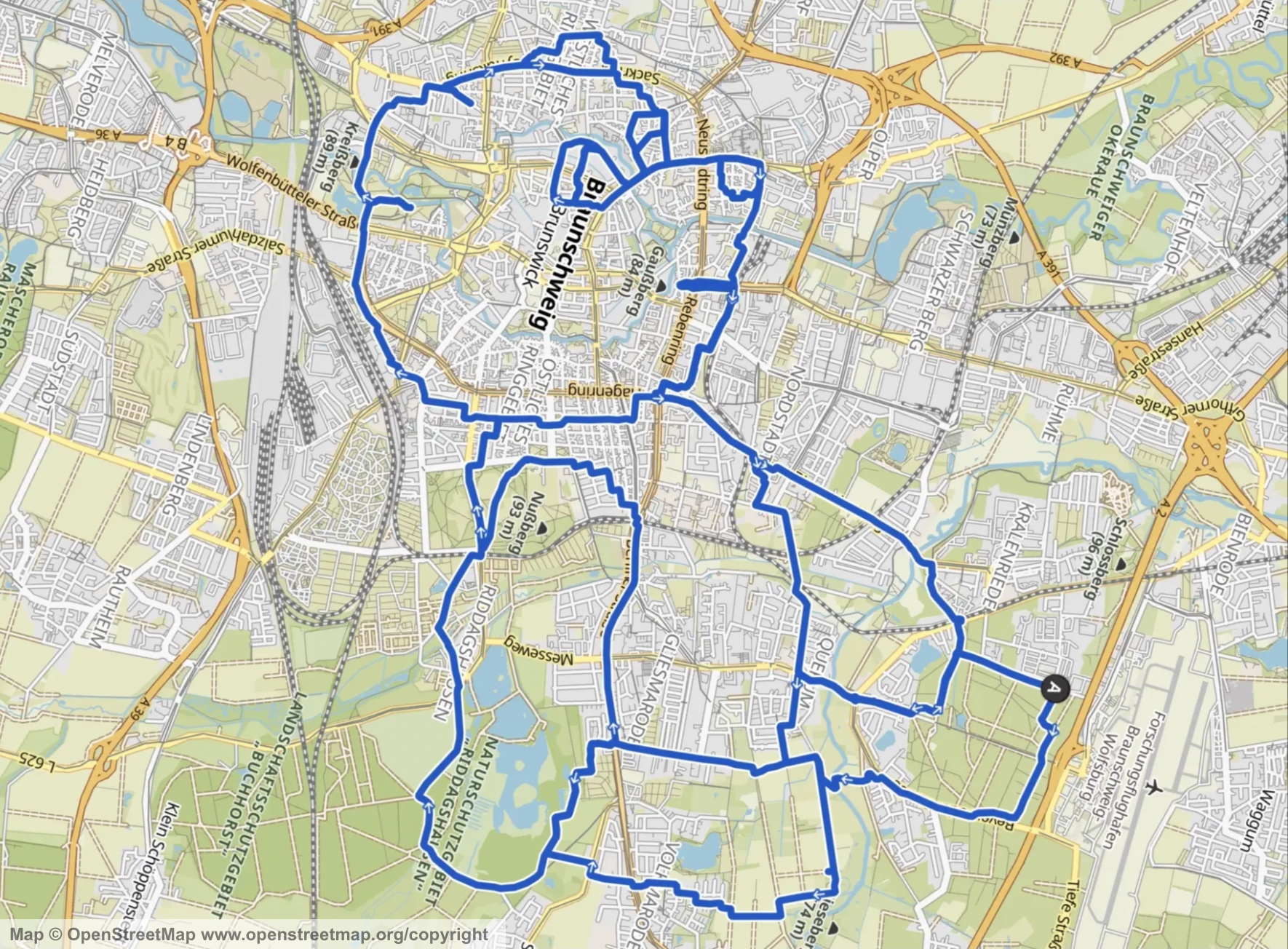
Medvídek vykreslený pomocí GPS drawingu

GPS drawing („kreslení pomocí GPS“) je poměrně nový druh aktivity na pomezí zábavy, sportu a umění. Princip spočívá v záznamu aktuální polohy pomocí zařízení GPS, obvykle při chůzi, běhu či jízdě na kole. Typicky stačí mobilní telefon ve spojitosti s aplikací pro zaznamenávání tras do mapy. Takto zaznamenané trajektorie vytvářejí obrazce a díky pečlivému plánování trasy tak mohou vznikat nápisy, jednoduché nebo i poměrně složité kresby.
GPS drawing je poměrně nová disciplína, jejíž rozmach souvisí s vývojem technologií a jejich dostupnosti. Zatímco v roce 2003 psaly The New York Times o mladých britských průkopnících Jeremy Woodovi a Hugh Pryorovi jako poměrně ojedinělých umělcích, o desetiletí později už je kreslení pomocí GPS pojímáno jako poměrně rozšířená zábava.
Největší kresbou pomocí GPS zaznamenanou v Guinnessově knize rekordů je dílo Yasushiho Takahasiho z Japonska, který vytvořil nápis „Vezmi si mě“ o délce 7 163,67 km napříč Japonskem. Rekord byl zaznamenán 9. června 2010. Média v roce 2008 zaznamenala i GPS kresbu přes šířku celé zeměkoule, údajně pořízenou pomocí balíčku s instrukcemi k doručení pomocí kurýrní služby. Jednalo se však o podvrh švédského umělce Erika Nordenankara v rámci umělecké reklamy.